# Elaine Chao

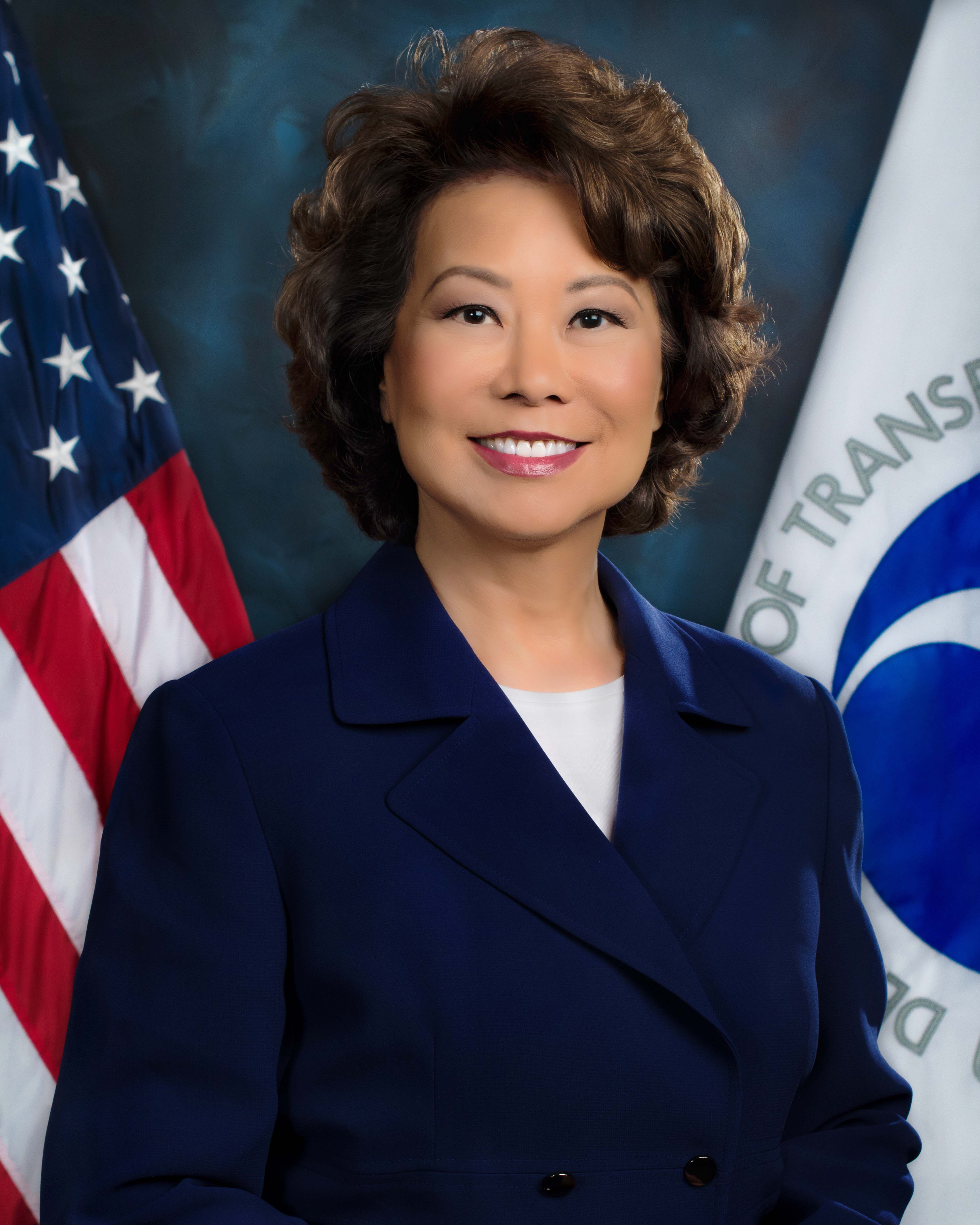
Elaine Chao (2017)

Elaine Lan Chao (chinesisch 趙小蘭, Pinyin Zhào Xiǎolán, W.-G. Chao Hsiao-lan; * 26. März 1953 in Taipeh) ist eine US-amerikanische Politikerin (Republikanische Partei) mit taiwanesischer Herkunft. Sie war von 2001 bis 2009 Arbeitsministerin unter Präsident George W. Bush und die erste amerikanische Frau mit asiatischem Hintergrund in einem Ministeramt auf nationaler Ebene.
Im Kabinett des Präsidenten Donald Trump übernahm Chao im Januar 2017 das Verkehrsministerium. Am 31. Januar 2017 wurde sie vom Senat in diesem Amt bestätigt. Als Reaktion auf den Sturm auf das Kapitol vom 6. Januar 2021 trat sie tags darauf als Verkehrsministerin mit Wirkung zum 11. Januar zurück.

## Leben

### Kindheit und Ausbildung
Nach der Machtübernahme der Kommunisten flohen Elaine Chaos Eltern vom Festland nach Taiwan. Elaine wuchs in Taipeh als älteste Tochter von James S. C. Chao (趙錫成,  Zhào Xīchéng), einem Geschäftsmann aus Shanghai, und Ruth Mu-lan Chu (朱木蘭,  Zhū Mùlán), einer Historikerin, auf. Im Alter von acht Jahren emigrierte sie in die Vereinigten Staaten, wo ihr Vater in der Zwischenzeit ein Handelsgeschäft aufgebaut hatte, und besuchte die Syosset High School in Long Island, New York.
Sie schloss 1975 mit einem B.A. in Ökonomie vom Mount Holyoke College und einem Master of Business Administration der Harvard Business School ab. Sie studierte außerdem am Massachusetts Institute of Technology, dem Dartmouth College und der Columbia University. Chao erhielt 34 Ehrendoktorwürden.

### Heirat und Familie
Elaine Chao ist seit 1993 mit dem Vorsitzenden der republikanischen Fraktion im US-Senat, Mitch McConnell, verheiratet. Chao hat keine Kinder, McConnell drei aus erster Ehe.
Elaine Chao ist eine von sechs Schwestern. Die jüngste, Angela Chao, ertrank 2024 in ihrem Tesla Model X.

## Beruf
Nachdem sie für kurze Zeit Bankerin bei der Citigroup gewesen war, wurde sie 1983 als White House Fellow für das Amt für Politikentwicklung ausgewählt, ein Programm, das ambitionierten Menschen Zugang zur Regierung bieten soll. Während ihrer Zeit als Vizepräsidentin der Kapitalmärkte der Bank of America war sie in Spenden an republikanische Kandidaten in Kalifornien involviert.
1986 ging Chao zurück nach Washington, wo sie zunächst stellvertretende Leiterin der US Maritime Administration im Amt für Transportwesen und von 1988 bis 1989 Vorsitzende der U.S. Maritime Commission (Kommission für Angelegenheiten auf See) wurde.
Unter der Präsidentschaft von George H. W. Bush wurde sie im April 1989 stellvertretende Ministerin für Transportwesen und von Oktober 1991 bis November 1992 Direktorin des Peace Corps, eines seit 1961 laufenden Programms, das Amerikanern Möglichkeiten zur freiwilligen Arbeit im Ausland bietet. In ihrer Zeit als Direktorin erweiterte das Peace Corps seine Präsenz auf eine Reihe neuer Staaten wie Lettland, Litauen oder Estland. Von Ende Januar 2001 bis zum Ende der Präsidentschaft von George W. Bush im Januar 2009 leitete sie das Arbeitsministerium. Nach ihrem Amtsantritt als Arbeitsministerin stoppte die Regierung eine Untersuchung zu einer Umweltkatastrophe im Martin County. Dort war toxischer Schlamm von giftigen Abfällen eines Bergwerks in Flüsse und Seen geraten, wodurch mehr als eine Million Fische starben und das Trinkwasser von nahezu 30.000 Menschen kontaminiert wurde. Sie war in jener Zeit auch für die Überwachung der Sicherheitsstandards in Kohleminen zuständig. Der für die Katastrophe verantwortliche Konzern kam mit einer geringen Geldstrafe davon.
Zudem war Elaine Chao vier Jahre Präsidentin von United Way of America, einer Vereinigung von Hilfsorganisationen. Von 1996 bis zu ihrer Ernennung als Arbeitsministerin war sie Mitglied der Heritage Foundation, einem konservativen Washingtoner Think Tank. Als einziges Kabinettsmitglied neben John P. Walters und Vizepräsident Dick Cheney unter Bush absolvierte sie mit dem Präsidenten die komplette achtjährige Amtsperiode.

## Interessenkonflikte
Elaine Chao stammt aus einer reichen chinesischen Familie. Von dieser erhielten sie und ihr Ehemann in der Vergangenheit auch Geldgeschenke bzw. Wahlkampfunterstützung in Höhe von mindestens 25 Mio. USD. Vor diesem Hintergrund sind Bedenken wegen möglicher Interessenkonflikte laut geworden. Beanstandet wurde auch, dass Elaine Chao eine Aktienbeteiligung am Straßenbauzulieferer Vulcan Materials nach ihrer Ernennung zur Verkehrsministerin nicht abgegeben hat. Ihrer Familie gehört die Reederei Foremost Group; diese ist eng mit dem chinesischen Staat verwoben.

## Kabinette
- Kabinett Bush: Arbeitsministerin (2001–2009)
- Kabinett Trump I: Verkehrsministerin (2017–2021)